# 1916 en Italie
Chronologie de l'Italie
- 1912
- 1913
- 1914
- 1915
- 1916
- 1917
- 1918
- 1919
- 1920

## Événements
- 14 février : premier bombardement aérien de Milan par les autrichiens[1].
- 9-17 mars : cinquième bataille de l’Isonzo[2].
- 27 mars : combat de Bulo Burti en Somalie italienne. Des rebelles auadle dirigés par le chef Enda El attaquent un fortin et massacrent le capitaine Battistella avec deux autres militaires et un civil italiens et plusieurs askaris[3].

- 3 avril : cinq hydravions autrichiens bombardent Ancône ; trois sont abattus par des tirs antiaériens[4].

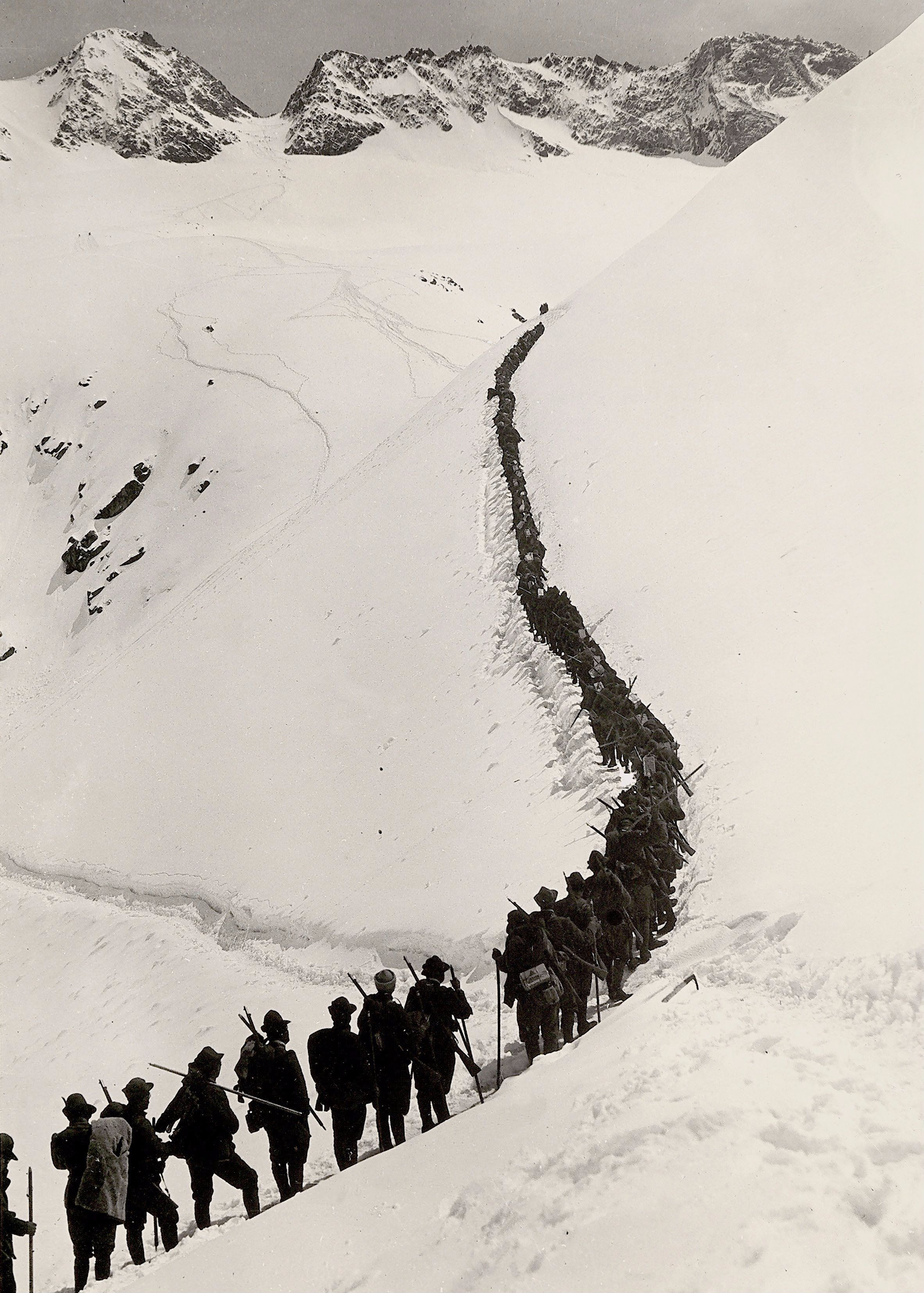
17 avril : marche de troupes italiennes vers Monte Adamello.

- 15 mai : l’armée austro-hongroise perce les premières lignes de défense italiennes dans le Trentin (fin le 27 juin)[6].
- 10 juin : à la suite de l’offensive autrichienne, le président du conseil italien Antonio Salandra démissionne. Il est remplacé par le doyen de la Chambre, Paolo Boselli (78 ans) qui forme le gouvernement le 18 juin[7].
- 12 juillet : le leader irrédentiste Cesare Battisti est exécuté à Trente par les Autrichiens[7].

- 2 août : le cuirassé  Leonardo da Vinci est coulé dans le port de Tarente à la suite d'un sabotage[8].

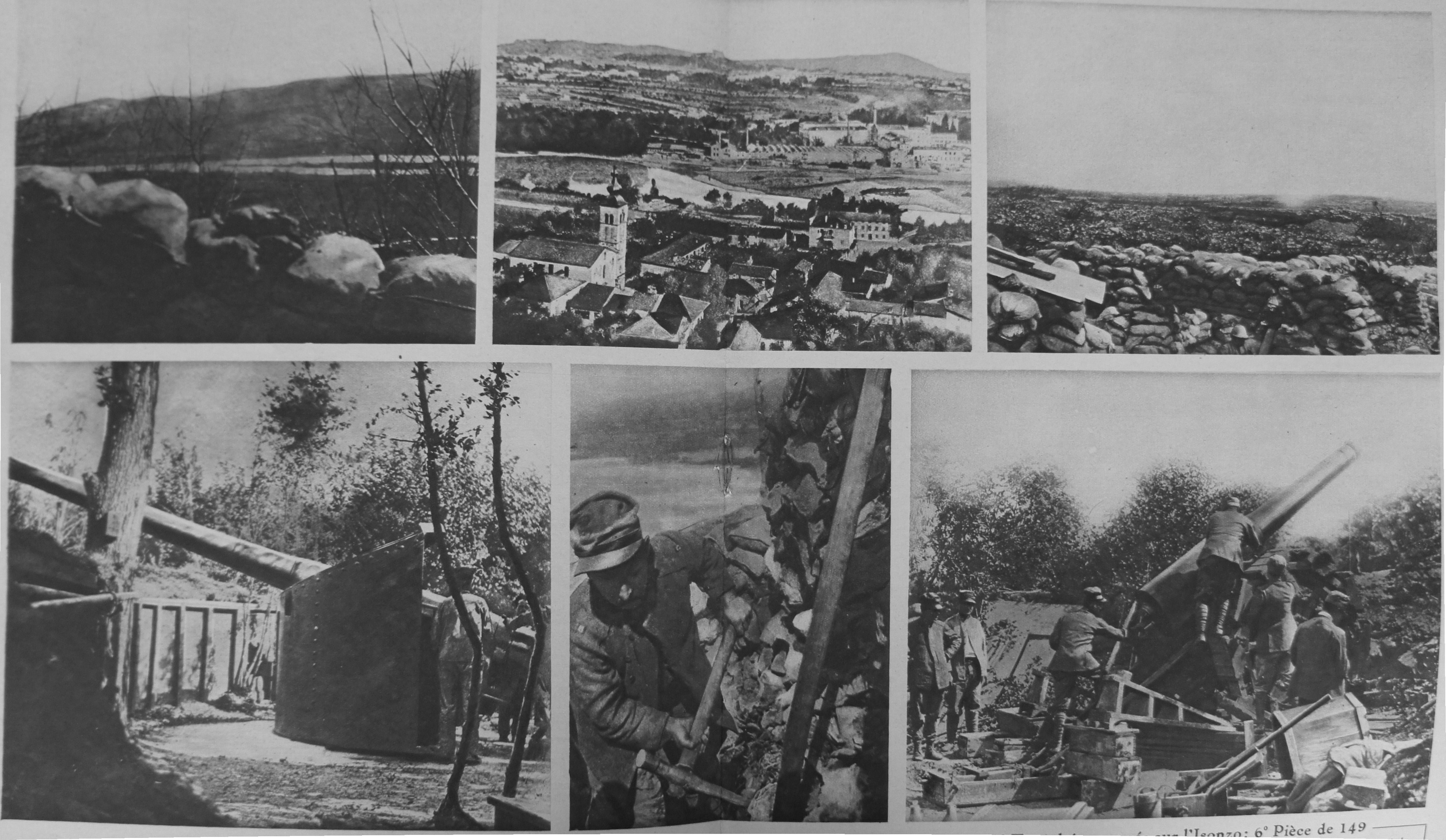
Gorizia et l'attaque sur l'Izonso.

- 8 août : prise de Gorizia par la 3e Armée italienne sous les ordres du duc d’Aoste après la sixième bataille de l’Isonzo[9].
- 28 août : sollicité par les Alliés et pour renforcer sa position lors des négociations qui doivent décider du partage de l’Empire ottoman, le royaume d'Italie déclare la guerre à l’Empire allemand[10].
- 14-17 septembre : offensive italienne dans le Carso oriental[2].
- 10-12 octobre : huitième bataille de l’Isonzo[2].
- 1er-4 novembre : neuvième bataille de l’Isonzo[2].

- 12-13 décembre : Santa Lucia Nera ; environ dix mille soldats autrichiens et italiens sont tués par des avalanches sur le front alpin[11].

## Naissances en 1916
- 28 avril : Ferruccio Lamborghini, constructeur automobile. († 20 février 1993)
- 14 juillet : Natalia Ginzburg (Natalia Levi), écrivaine. († 7 octobre 1991)
- 23 décembre : Dino Risi, réalisateur. († 7 juin 2008)

## Décès en 1916
- 8 janvier : Rembrandt Bugatti, 31 ans, artiste sculpteur animalier. (° 16 octobre 1884)
- 20 février : Giovanni Sbriglia, 83 ans, chanteur lyrique (ténor) et éminent professeur de chant. (° 23 juin 1832)
- 9 août : Guido Gozzano, 32 ans, poète du début du XXe siècle, chef de file de la poésie dite « crépusculaire », auteur de L'amica di nonna Speranza, considéré comme le premier chef-d'œuvre de la poésie italienne contemporaine. (° 19 décembre 1883)
- 16 août : Umberto Boccioni, 33 ans, peintre et sculpteur futuriste. (° 19 octobre 1882)